# Josefa Hrdinová
Josefa Hrdinová (13. června 1888 Praha – 15. července 1949 Praha) byla česká pedagožka, překladatelka, spisovatelka a redaktorka.

## Životopis
Rodiče Josefy, Jindřich Hrdina truhlář v Praze a Juliana Hrdinová-Bittermannová (15. 2. 1867) z Třeboně, se vzali 8. 5. 1886 v Třeboni.
Josefa Hrdinová – učitelka němčiny a francouzštiny, vyučovala na různých školách v Praze, od roku 1928 byla ředitelkou dívčí odborné školy v Praze na Starém Městě. Byla místostarostkou ve Spolku učitelek moderních jazyků.
Jako redaktorka působila v časopise Škola a rodina (1928–1936), ve svých článcích se zabývala otázkou ženské vzdělanosti a česko-francouzskými kulturními styky. Překládala z/do francouzštiny. Byla spoluautorkou učebnic němčiny a autorkou odborných textů. Bydlela v Praze I na adrese Elišky Krásnohorské 14.

## Dílo

### Spisy
- Nauka o společenském styku pro odborné školy ženských povolání – Praha: Státní nakladatelství, 1928; 1932; 1935
- Julie Reisserová: osobnost a život – Praha: Ústav pro učebné pomůcky odborných a průmyslových škol, 1941

### Sestavila
- Kapesní slovník francouzsko-český a česko-francouzský pro potřebu písární, školskou a soukromou – sestavil Louis Feller za spolupráce Josefy Hrdinové. Praha: R. Storch 1911; Karlín: E. Šolc 1919; Praha: Šolc a Šimáček, 1922
- Příručka německého jazyka pro ženské průmyslové školy české – přehlédla a doplnila M. Maršnerová. Praha: Městská dívčí průmyslová škola, 1916
- Německá cvičebnice pro dívčí odborné a rodinné školy. Díl 1. – Anna Fleischerová, J. Hrdinová a Marie Jonášová. Praha: Státní nakladatelství, 1924; 1934 [Huliciusová-Jonášová]
- Německá cvičebnice pro dívčí odborné a rodinné školy. Díl II. – Anna Fleischerová, J. Hrdinová a Marie Jonášová. Praha: Státní nakladatelství, 1924
- Německá cvičebnice pro dívčí odborné školy rodinné a živnostenské. Díl III., Pro šaty, prádlo a modistství – Anna Fleischerová, J. Hrdinová a Marie Jonášová. Praha: Státní nakladatelství, 1924; 1932 Pro živnostenské pracovny; [Huliciusová-Jonášová]; 1937
- Výroční zpráva Městské odborné školy pro ženská povolání v Praze I.: za rok 1928–1929; 1929–1930; 1931–1932; 1932–1933; 1933–1934, rok padesátý jejího trvání; 1934–1935; 1935–1936; 1936–1937; 1937–1938; 1938–1939; 1940–1941 – Praha: Městská odborná škola pro ženská povolání

### Překlady
- La Prague baroque – Arne Novák; traduit du tcheque par Josefa Hrdinová. Prague: Ot. Štorch-Marien, 1920; photographies par Josef Sudek, Prague: František Borový, 1938; 1947
- Světlo: hra o 4 dějstvích – Georges Duhamel. Praha: Aventinum, 1921
- Michal Auclair – Charles Vildrac; upravil a obálku vyryl Josef Čapek. Praha: Aventinum – Otakar Štorch-Marien, 1922
- Objevy – Charles Vildrac; upravil a obálku vyryl Josef Čapek. Praha-Žižkov: Aventinum, 1923
- Quarante reproductions – Josef Čapek; introduction de Karel Čapek. Prague: Aventinum, 1924
- Josef Čapek – introduction de Karel Čapek. Prague: Aventinum, 1924
- Radosti a hry: paměti Kiba a Ťupa – Georges Duhamel. Praha: Dr. Otakar Štorch-Marien, 1924
- Vláda nad světem: essaye – Georges Duhamel. Praha: Rudolf Škeřík,1924
- Clerambault: historie svobodného svědomí za války – Romain Rolland. Praha: Alois Srdce, 1925
- Růžový ostrov – Charles Vildrac. Praha: Jan Fromek, 1925; ilustrovala a vazbu navrhla Toyern. Praha: Odeon, 1930; přeložili J. Hrdinová a Josef Volf; ilustrace, obálka a vazba podle návrhů Dagmar Berkové, Praha: Mladá fronta, 1948
- Dvanáct set tisíc: román – Luc Durtain. Praha: Pokrok, 1926
- Půlnoční zpověď – Georges Duhamel; autorisovaný překlad. Praha: Ot. Štorch-Marien, 1928
- Okouzlená duše. 1, Aťka a Sylva – Romain Rolland. Praha: R. Škeřík, 1928; 1948; 1949
- Okouzlená duše. 2, Léto – Romain Rolland. Praha: R. Škeřík, 1928; 1948; přeložili Jaroslav Zaorálek a J. Hrdinová; 1949
- Svár: komedie o třech dějstvích – Charles Vildrac. 1931
- Dva přátelé – Georges Duhamel. Hranice: Josef Hladký, 1933
- Okouzlená duše. V., Zvěstovatelka. Díl první, Zánik světa – Romain Rolland. Praha: Symposion, 1934; R. Škeřík,1949
- Okouzlená duše. Sv. 7, Zvěstovatelka: Zrození II – Romain Rolland. Praha: R. Škeřík, 1934
- Lev a jeho brýle: pohádka – Charles Vildrac. Praha: Mladá fronta, 1949; 1961 Státní nakladatelství dětské knihy